# Aizawl
Aizawl (hindi आइज़ोल, trb.: Ajdźal, trl.: Āijāl; ang. Aizawl) – miasto w Indiach, stolica stanu Mizoram. Według danych spisu powszechnego z 2001 miasto liczyło 230 000 mieszkańców, położone jest zaś na wysokości około 1100 m n.p.m.